# Treonina
La treonina (abreujada Thr o T) és un dels vint aminoàcids que componen les proteïnes; la seva cadena lateral és hidròfila, per la qual cosa se'l considera un aminoàcid polar i hidròfil. Està codificada en l'ARN missatger com a ACU, ACC, ACA o ACG.
La seva massa és de 119,12 g mol -1.
La L-treonina (levo treonina) s'obté quasi preferentment mitjançant un procés de fermentació per part dels microorganismes (per exemple llevats modificats genèticament), encara que també es pot obtenir per aïllament a partir d'hidrolitzats de proteïnes per al seu ús farmacèutic.
És essencial en els humans, ja que si l'organisme no la pot sintetitzar: s'ha d'obtenir de la dieta. La treonina es sintetitza a partir d'àcid aspàrtic en bacteris com E. coli.
| L-Treonina · D-Treonina                             |
| L-Treonina (2S,3R) & D-Treonina (2R,3S)             |
| L-allo-Treonina · D-allo-Treonina                   |
| L-allo-Treonina (2S,3S) and D-allo-Treonina (2R,3R) |

## Història
La treonina va ser l'últim dels 20 aminoàcids proteïnogènics comuns en ser descoberts. Ho va ser l'any 1936 per William Cumming Rose, col·laborant amb Curtis Meyer. L'aminoàcid es va anomenar treonina perquè tenia una estructura similar a l'àcid treònic, un monosacàrid de quatre carbonis amb fórmula molecular C₄H₈O₅.